# 川俣健二郎
川俣 健二郎（かわまた けんじろう、1926年7月5日 - 2016年1月24日）は、日本の政治家。元衆議院議員。秋田県雄勝郡（現・湯沢市）出身。議員当時は日本社会党に所属。

## 経歴
旧制県立横手中学校（秋田県立横手高等学校の前身）から早稲田大学政治経済学部政治学科を経て、同和鉱業に入社。同社の労働組合の役員等に着いた後、義父である川俣清音の糖尿病悪化に伴い後継候補として衆議院議員選挙に秋田2区から出馬、当選。以後8期連続で当選し予算委員会理事などを歴任した。また党内の右派グループ「政権構想研究会」代表を務めるなど、社会党右派の実力者として君臨した。また、自民党内などでも渡辺美智雄と親交があり、隣町の出身の秋田県選出の現自民党衆議院議員金田勝年〔元外務副大臣、参議院議員〕らと親交がある。
1988年には当時の日本社会党国会議員として初の大韓民国訪問を行う。
1991年社会党シャドーキャビネットで労働大臣就任、1993年の総選挙に落選し、1995年秋田県知事選をめぐって社会党に反旗を翻し新進党新人佐藤敬夫を支援し除名処分を受けた。
晩年は、海部俊樹が代表を務める日本・モンゴル友好協会の事務総長を務めていた。
1998年、勲二等旭日重光章受章。
2016年1月24日、心不全のため死去。89歳没。歿後に正四位追叙。